# Lepidasthenia grimaldii
Lepidasthenia grimaldii är en ringmaskart som först beskrevs av Marenzeller 1892.  Lepidasthenia grimaldii ingår i släktet Lepidasthenia och familjen Polynoidae. Inga underarter finns listade i Catalogue of Life.